# Marbach (Luzern)
Marbach is een plaats en voormalige gemeente in het kanton Luzern en telt 1.193 inwoners.

## Geschiedenis
Marbach behoorde tot het toenmalige district Entlebuch tot dit in 2007 werd opgeheven. In 2013 is de gemeente gefuseerd met Escholzmatt tot de gemeente Escholzmatt-Marbach.

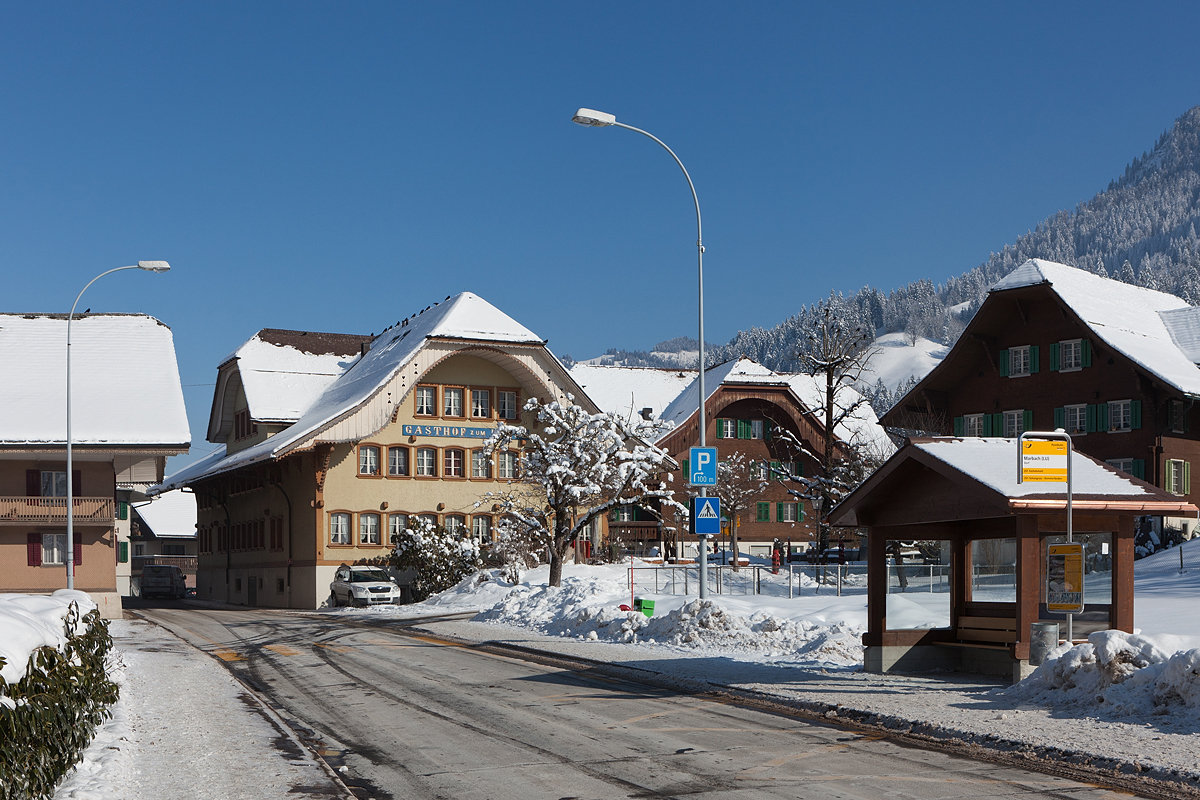

- Gemeinsame Normdatei: 4656385-4
- Historisch woordenboek van Zwitserland: 000588
- Virtual International Authority File: 248286619